# Emmelie de Forest
Emmelie Charlotte-Victoria de Forest (Randers, 28 de fevereiro de 1993) é uma cantora e compositora dinamarquesa.
De Forest representou a Dinamarca com a música “Only Teardrops” no Festival Eurovisão da Canção de 2013 em Malmö, Suécia, vencendo o concurso. Seu primeiro álbum, Only Teardrops, foi lançado pela gravadora Universal Music em 6 de maio de 2013. Seu segundo álbum de estúdio, History, foi lançado pela gravadora independente sueca Cosmos Music em 9 de fevereiro de 2018.

## Biografia e vida pessoal
De Forest nasceu em Randers, Dinamarca, de mãe dinamarquesa, Marianna Birgitte Gudnitz e pai sueco, Ingvar de Forest (1938–2010). Após o divórcio de seus pais quando ela era jovem, ela cresceu com a mãe em Mariager, na Dinamarca, e em Estocolmo, Suécia. Ela já havia afirmado que era uma bisneta do rei britânico Edward VII. A Danmarks Radio usou a história de sua reivindicação à ascendência real na promoção do Dansk Melodi Grand Prix (Grande Prêmio da Melodia Dinamarquesa.), embora a alegação tenha sido desacreditada por pesquisadores.

## Carreira musical

### Início de carreira
De Forest começou a cantar aos nove anos de idade e cantou com sua mãe no coral gospel Steve Cameron por vários anos. Desde os 14 anos, ela começou a se apresentar em festivais de música e pequenos espaços com o músico folclórico escocês Fraser Neill. Eles apresentavam músicas próprias e versões folk e blues de hits de artistas como Nirvana e Johnny Cash. Segundo Neill, eles fizeram um álbum intitulado Emmelié de Forest and Fraser Neill que vendeu apenas 100 cópias. Quando De Forest tinha 18 anos, ela terminou sua colaboração com Neill e se mudou para Copenhague para estudar no Instituto Vocal Completo.

### 2013: Festival Eurovisão da Canção eOnly Teardrops
De Forest foi um dos dez artistas que se apresentaram no Dansk Melodi Grand Prix de 2013 por uma chance de representar a Dinamarca no Eurovision Song Contest 2013 em Malmö, Suécia. Em 26 de janeiro de 2013, ela apresentou-se com a música “Only Teardrops” (escrita por Lise Cabble, Julia Fabrin Jakobsen e Thomas Stengaard) e venceu a seleção nacional ganhando 50% dos televotos na final.
Seu álbum de estréia, Only Teardrops, foi lançado em 6 de maio, uma semana antes de sua apresentação no concurso Eurovisão. O álbum tem doze faixas, incluindo as versões original e sinfônica de “Only Teardrops”. Em 14 de maio, de Forest chegou à final da Eurovisão, sendo um dos dez finalistas que se classificou na primeira semifinal. De acordo com as casas de apostas britânicas, De Forest era a favorita para ganhar o concurso. De Forest venceu a final da Eurovisão de 2013 em 18 de maio, com um total de 281 pontos, 47 pontos a mais que o segundo colocado Farid Mammadov, do Azerbaijão. Ela apresentou-se com a canção vencedora no Festival Eurovisão da Canção Júnior 2013 em Kiev, Ucrânia, em 30 de novembro. Em dezembro, foi anunciado  que De Forest havia recebido o Prêmio Europeu do Ano (dinamarquês: Årets Europæer Award) pelo Movimento Europeu Dinamarquês.
Em 19 de agosto de 2013, de Forest lançou sua segunda música de trabalho “Hunter & Prey”. A canção foi escrita por Emmelie, junto com Lise Cabble e Jacob Glæsner. Cabble também fez parte da equipe que escreveu “Only Teardrops”.

### 2014—presente: Mudança de gravadora eHistory

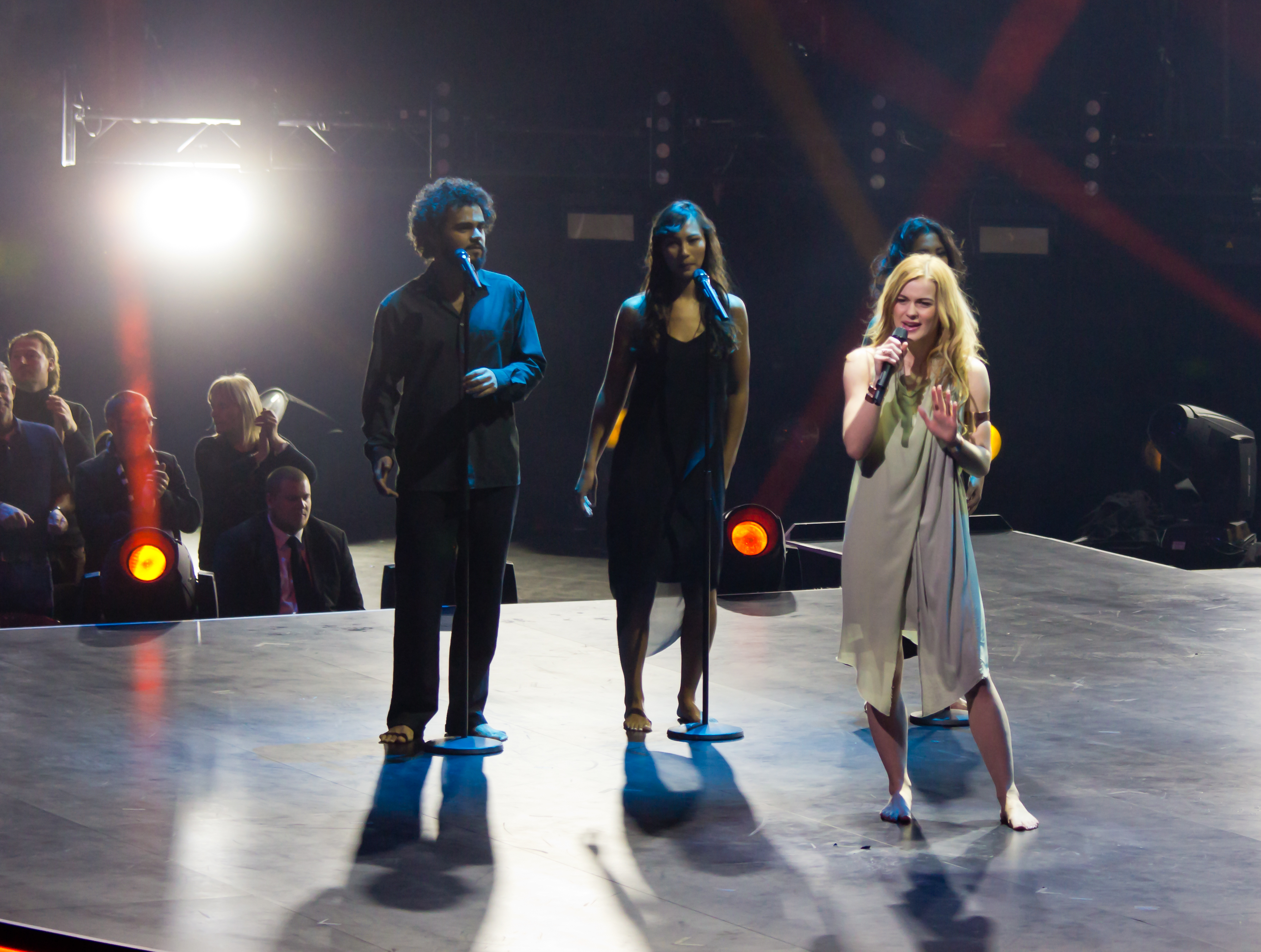
De Forest apresentando-se no Unser Song für Dänemark.

Em 7 de fevereiro de 2014, de Forest postou um vídeo que falava sobre seu terceiro single “Rainmaker”, explicou o significado da música e a visualizou. Era a música oficial #JoinUs para o Festival Eurovisão da Canção 2014 e ela apresentou a música ao vivo durante a final no B&W Hallerne, em Copenhague. Falando sobre a música de Forest disse: “Trata-se de uma tribo se unindo para convidar os fazendeiros a fazer suas terras florescerem novamente. Mas, em um nível mais geral, os fazendeiros podem ser qualquer coisa ou qualquer pessoa - trata-se de se unir e ajudar uns aos outros”. Ela também falou sobre ter sucesso depois de ganhar o Eurovision no ano passado: “Eu tenho tocado minha música na Europa, lançado meu álbum de estréia e escrito muitas músicas novas - para ser honesto, estou vivendo o meu sonho!” Em uma entrevista à Wiwibloggs em setembro de 2014, de Forest disse que estava gravando seu segundo álbum de estúdio, que originalmente seria lançado em fevereiro de 2015.
Na mesma entrevista ela anúnciou o lançamento de seu primeiro EP Acoustic Session que conta com versões acústicas de músicas originais suas e um cover acústico de “Smells Like Teen Spirit” da banda Nirvana. Em 14 de julho, de Forest anunciou que “Rainmaker” recebeu o certificado de single de ouro.
Em 3 de agosto de 2014, de Forest anunciou através do Facebook que tocaria ao vivo na Amsterdam Pride 2014 a música “Drunk Tonight”, primeiro single de seu futuro álbum de estúdio, ainda sem título. No Instagram, ela revelou a capa e alguns trechos de “Drunk Tonight”, bem como a prévia do videoclipe. O single foi lançado mais tarde em 18 de agosto, enquanto o videoclipe da música foi lançado em 25 de agosto. De Forest, que aparece de biquíni no vídeo, disse em entrevistas que queria que fosse "elegante e sexy" ao mesmo tempo. De acordo com a cantora, a canção fala sobre sua experiência com um “ex-namorado que me ligava e dizia que sentia minha falta e me queria de volta. Mas, na realidade, ele estava bêbado e brincando com minhas emoções.” Søren Bygbjerg da Danmarks Radio avalia que a cantora “deixou de ser a inocente garota da natureza cresceu na música 'Drunk Tonight'”, afirmou ele.
Em dezembro de 2015, ela deixou sua gravadora Universal Music Group e depois assinou com a gravadora sueca Cosmos Music. Mais tarde, De Forest participou da seleção nacional britânica do Festival Eurovisão da Canção de 2017 como compositora da música “Never Give Up on You”, cantada por Lucie Jones. A música ganhou a competição nacional e depois ficou em 15.º no Festival Eurovisão, em Kiev. De Forest lançou o single “Sanctuary” em novembro de 2017, seu primeiro lançamento desde que se separou da Universal. Seu segundo álbum de estúdio, History, foi lançado em 9 de fevereiro de 2018.

## Discografia
Álbuns
- Only Teardrops (2013)
- History (2018)
- Into the Moon (2025)
- Acoustic Session (2014)

Extended plays
- Acoustic Session (2014)

Singles
- “Only Teardrops” (2013)
- “Hunter & Prey” (2013)
- “Rainmaker” (2014)
- “Drunk Tonight” (2014)
- “Hopscotch” (2015)
- “Sanctuary” (2017)
- "Typical Love Song " (2021)
- Featuring
- "Wildfire" -  Group Fahrenhaidt. (2015)
- "MAX LOL" - Alex Meyer.  (2017)
- " Fire Rites"  Group JazzKamikaze. (2017)
- "Between Heaven and Hell" - Waqas (2021)
- "Heart Beast" - MaJiker (2023)